# Сары-Челекский заповедник
Сары́-Челе́кский государственный биосферный заповедник (кирг. Сары-Челек биосфералык коругу) — это особо охраняемая природная территория Кыргызстана, которая располагается на Чаткальском и Атойнакском хребтах в Аксыйском районе Джалал-Абадской области. В 1979 году заповедник был включен в международную сеть биосферных заповедников ЮНЕСКО.
При образовании площадь заповедника составляла 20 810 га. Впоследствии, после присоединения Афлатунского лесхоза, площадь заповедника увеличилась до 23 868 га. После уточнения площади с помощью цифровых методов окончательно она принята как 23 832,8 га, включая 9076,9 га лесных насаждений, 2001,1 га редин, 435,5 га прогалин и пустырей, 7639,1 га пастбищ, 2 га дендропарка, 64,1 га садов и виноградников, 93,6 га усадеб, 2,1 га болот, 576,2 га вод, 118 га ледников, 3825,8 га — прочее.
С севера, востока и запада заповедник ограничен Чаткальским хребтом и его отрогами, а на юге примыкает к Ферганской долине. Центральная усадьба заповедника находится в посёлке Аркит, в 60 км от районного центра — города Кербен и в 130 км от ближайшей железнодорожной станции Наманган.

## Физико-географические особенности

### Климат
Территория заповедника защищена от вторжения холодных воздушных масс зимой, что определяет климат с относительно мягкой, малоснежной зимой и тёплым, влажным летом. Средняя месячная температура воздуха самого холодного месяца (январь) составляет — 4,9 °С, иногда с морозами до −27 °С. Средняя температура воздуха самого тёплого месяца (июнь) составляет 21,9 °С, а максимальная 38 °С (июль). Среднегодовая норма осадков составляет 836 мм, причём примерно 42 % их годовой нормы приходится на весну, 30 % — на зиму, до 20 % — на лето и до 8 % — на осень.
С 1961 года на территории заповедника действует гидрометеорологическая станция «Сары-Челек», с метеоплощадкой, расположенной на высоте 1360 м над уровнем моря.

### Гидрология
Заповедник имеет развитую гидрологическую сеть. Основной рекой является река Кожо-Ата, которая делит территорию заповедника на восточную и западную части. Так же имеется сравнительно большое озеро Сары-Челек и ещё 6 малых озёр: Кылаа-Кёл, Ийри-Кёл, Арам-Кёл, Чёйчок-Кёл, Бакалы-Кёл, Туюк-Кёл.